# Renaissance (Schiff, 1993)
Die Renaissance ist ein 1993 in Dienst gestelltes Kreuzfahrtschiff der Reederei Compagnie Française de Croisières (CFC). Sie wurde bis 2020 als Maasdam von der niederländischen Reederei Holland-America Line betrieben und war zuletzt das älteste Schiff in der Flotte. Ab 2020 hieß das Schiff Aegean Myth und war in Besitz der griechischen Reederei Seajets. Das Schiff gehört zur auch als S-Klasse bezeichneten Statendam-Klasse.

## Geschichte

### Bau und Einsatz bei Holland-America Line

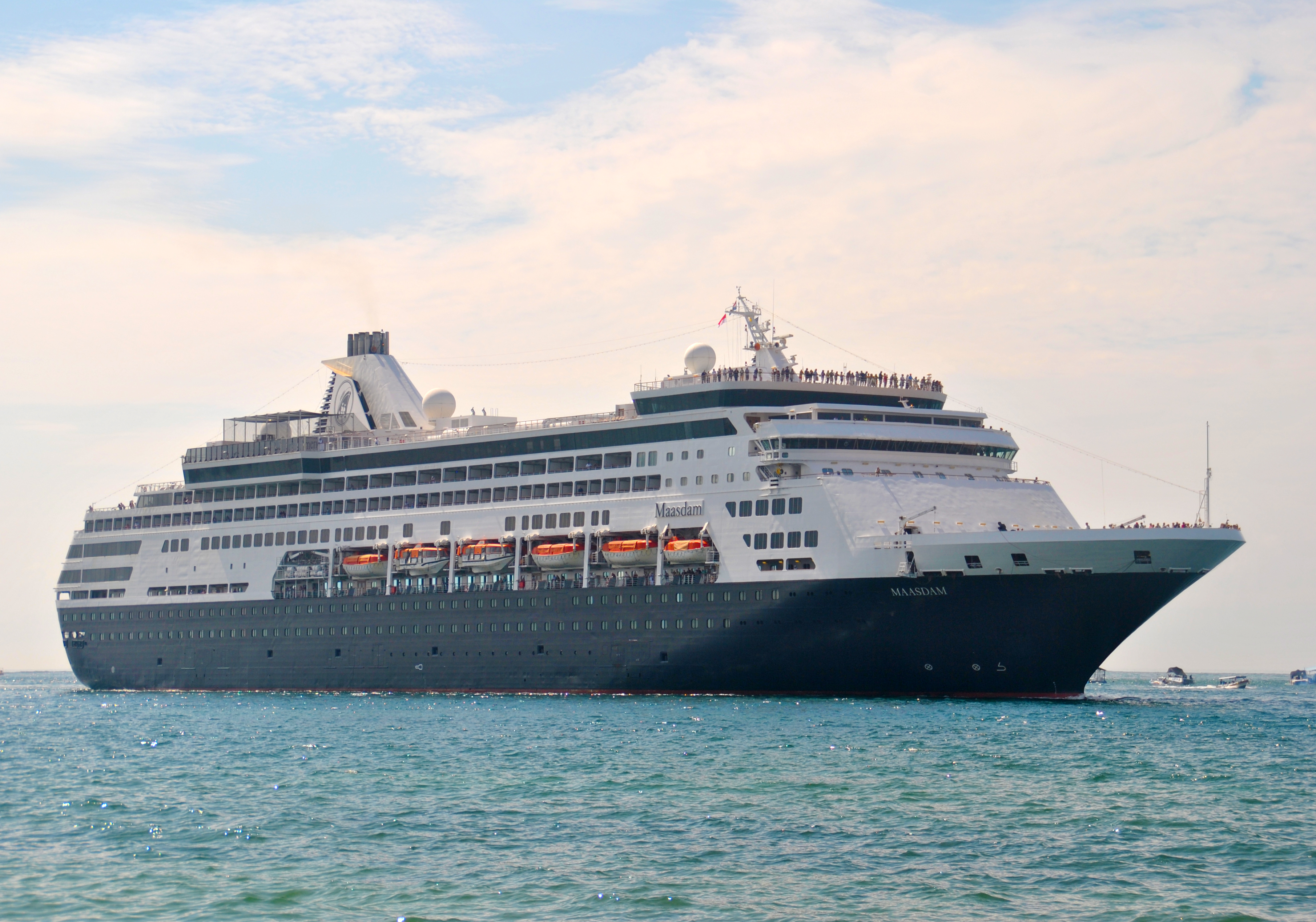
Das Schiff als Maasdam vor Bali (2017)

Die Maasdam wurde am 8. April 1992 unter der Baunummer 5882 in der Werft von Fincantieri in Monfalcone auf Kiel gelegt und lief am 12. Dezember 1992 vom Stapel. Nach der Ablieferung an Holland-America am 26. Oktober 1993 und der offiziellen Schiffstaufe durch die Schauspielerin June Allyson in Port Everglades wurde die Maasdam am 17. Dezember 1993 in Dienst gestellt. Sie war das fünfte Schiff der Reederei mit diesem Namen. Die Maasdam fuhr fortan unter der Flagge der Bahamas mit Heimathafen Nassau. Ab 1996 fuhr die Maasdam unter der Flagge der Niederlande mit Heimathafen Rotterdam.
Die Maasdam wurde weltweit für Kreuzfahrten eingesetzt. In den Wintermonaten war sie unter anderem in der Karibik und rund um Hawaii im Einsatz, während sie in den Sommermonaten auch Reisen nach Europa unternahm.
Am 7. November 2018 kam während einer Kreuzfahrt vor Rarotonga eine 70 Jahre alte Passagierin ums Leben, nachdem sie zwischen einen Tender des Schiffes und die Tenderplattform gefallen war und hierbei zerquetscht wurde. Die Frau stürzte anschließend ins Wasser und konnte nur noch tot geborgen werden.
Am 19. März 2020 wurde den Passagieren und Besatzungsmitgliedern der Maasdam im Hafen von Honolulu das Verlassen des Schiffes aufgrund der COVID-19-Pandemie untersagt. Das Schiff musste zu seinem Ausgangshafen San Diego zurückkehren, wo die Passagiere wieder von Bord gingen.

### Verkauf an Seajets
Im Zuge der COVID-19-Pandemie verkaufte HAL die Maasdam, wie auch ihr Schwesterschiff Veendam, im Juli 2020 an die griechische Seajets Group. Das Schiff wurde im August 2020 übergeben, der Preis betrug 10 Millionen $. Das Schiff wurde in Aegean Myth umbenannt und auf die Bermudas umgeflaggt.

### Dienst bei CFC
Im August 2022 wurde der Verkauf für 30 Millionen US-Dollar an das französische Start-Up-Unternehmen Compagnie Française de Croisières (CFC) bekannt und das Schiff in Renaissance umbenannt. Im Oktober desselben Jahres traf das Schiff mit geplanter Indienststellung im Februar 2023 zu einem Umbau in Brest ein. Im Juni 2023 nahm das Schiff seinen Dienst auf. Seit dem 23. September wird es für CFC von BSM Cruise Services verwaltet.
Ende September 2024 gab CFC bekannt, alle Reisen des Schiffes im Januar und Februar 2025 abzusagen, um einen verlängerten Trockendockaufenthalt zu ermöglichen.